# Steinbach (Bad Liebenstein)
Steinbach ist ein Bergdorf und Ortsteil der Stadt Bad Liebenstein im Wartburgkreis in Thüringen. Bekannt ist Steinbach unter anderem durch die Gefangennahme von Martin Luther oberhalb des Ortes im Jahr 1521.

## Geographie
Steinbach liegt im nordwestlichen Thüringer Wald. Zum Ortsteil gehört die Kleinsiedlung Atterode.

### Berge
Als höchster Punkt des Ortes und des Landkreises gilt der Große Weißenberg, eine Anhöhe am Rennsteig mit dem Grenzpunkt Dreiherrenstein. Beachtenswert sind auch: Rennwegskopf (729,6 m ü. NN), Gerberstein (728,5 m ü. NN), Golmerskopf (684,7 m ü. NN), Eselskopf (600,5 m ü. NN), Scharfenberg (572,6 m ü. NN), Seifertsberg (484,5 m ü. NN) und Mühlbergskopf (340,2 m ü. NN).

### Gewässer

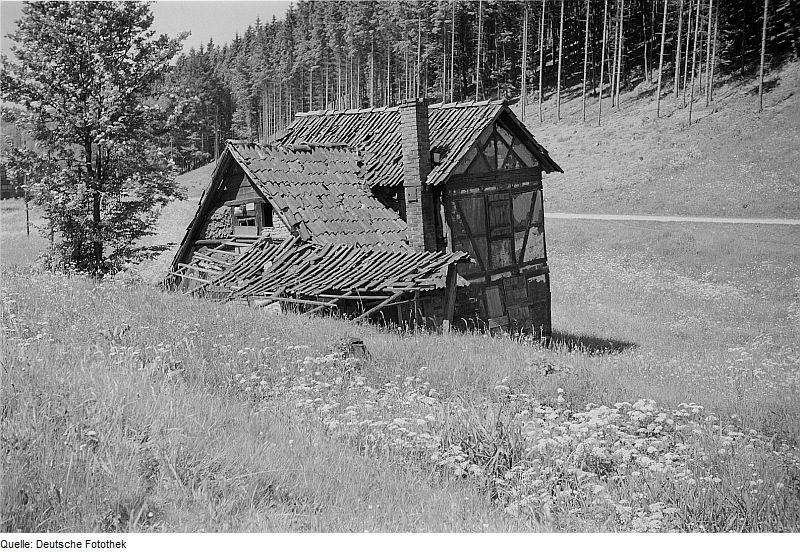
Historische Aufnahme der letzten Schleifkote von Steinbach

Im nördlichen Teil der Gemarkung bildet der Kamm des Thüringer Waldes mit dem Rennsteig die natürliche Wasserscheide. Der an der Frankenlandwiese am Schwarzenberg entspringende Erbstrom fließt nach Norden in Richtung Ruhla und der Hörsel zu. Der Steinbach mit Kallenbach und Glasbach sind die nördlichen Quellbäche des Grumbach, welcher unterhalb von Breitungen/Werra in die Werra mündet. Südlich der Ortslage befindet sich in der Nähe einer Teichfläche am Waldgasthaus Hubertushof das „Getränksloch“ – eine episodisch auftretende Trichterquelle – zum Quellgebiet des Grumbach gehörig. Erwähnenswert sind weiterhin die mit historischer Bedeutung versehenen Quellen Lutherborn und Triniusquelle.

## Geschichte

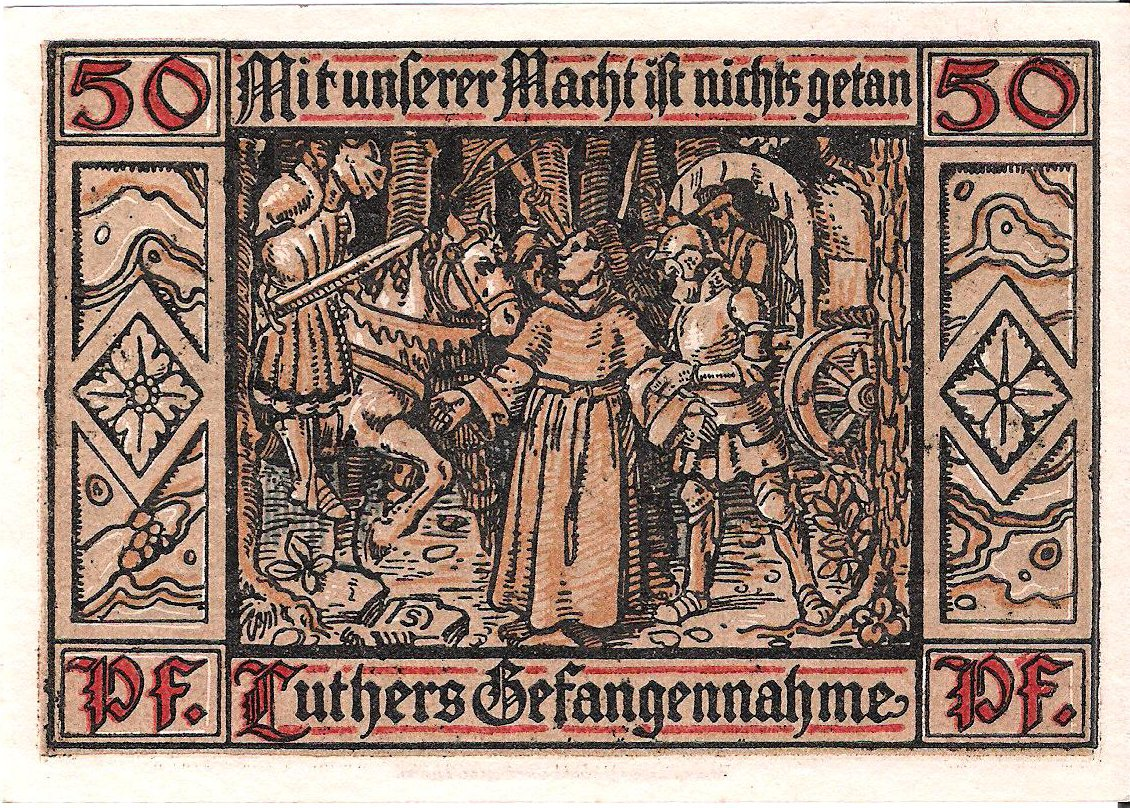
„Luthers Gefangennahme“ auf einem Eisenacher Serienschein von 1921

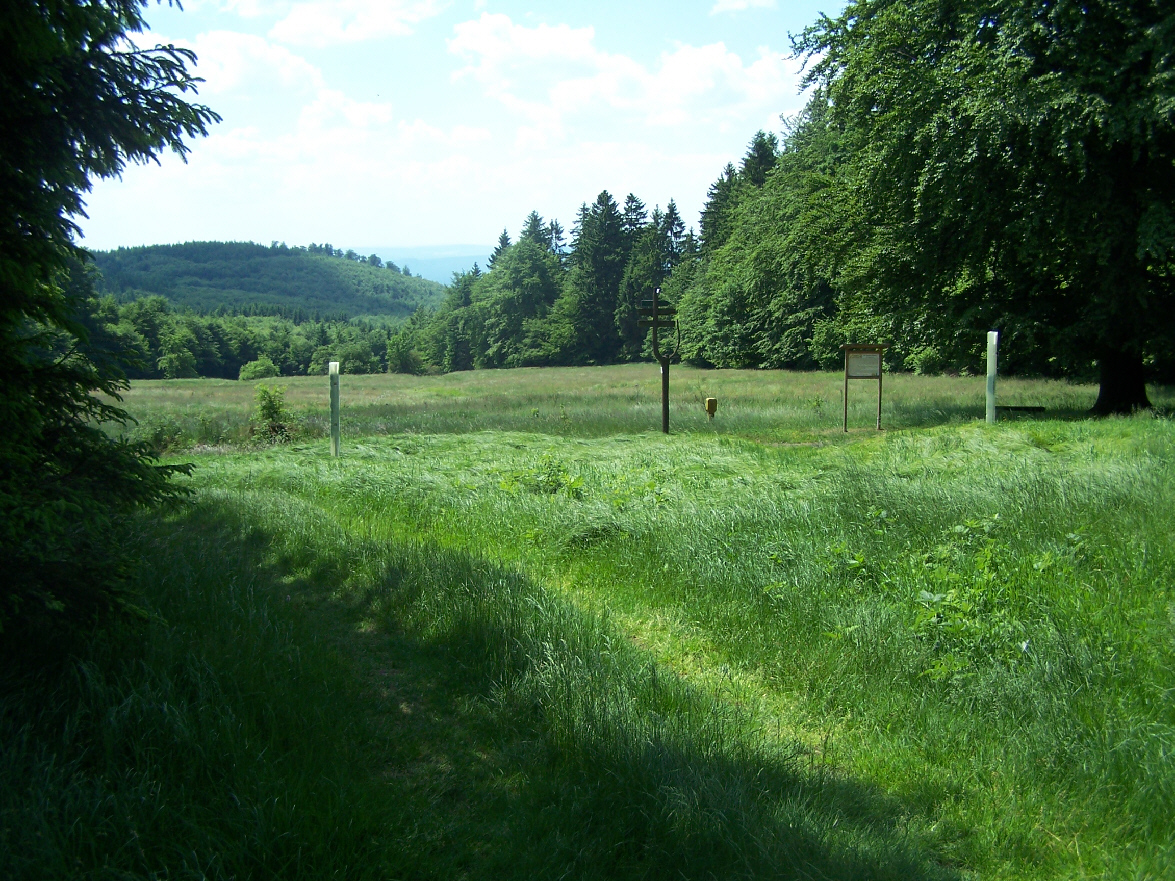
Bergwiese an der Walper, auch „Glasbachswiese“

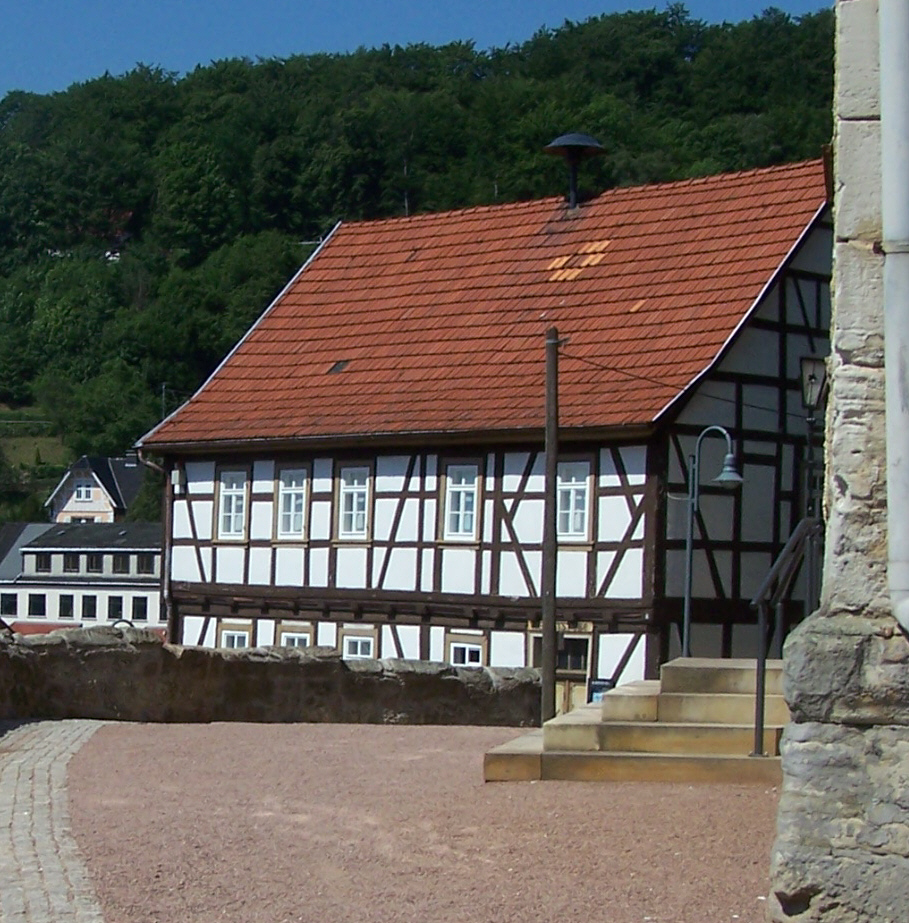
Die alte Schule, jetzt Heimatmuseum, erbaut 1734

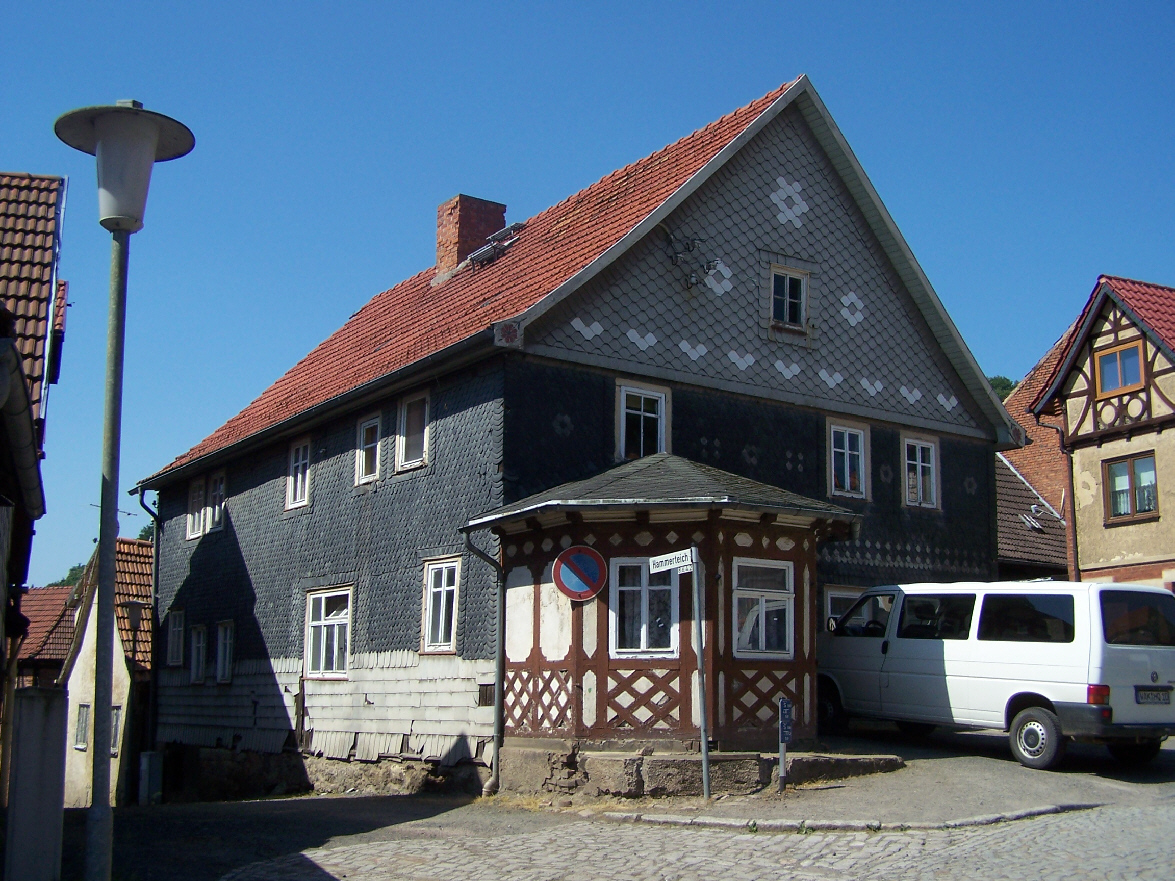
Ortsbildtypisch sind verschieferte Fachwerkhäuser

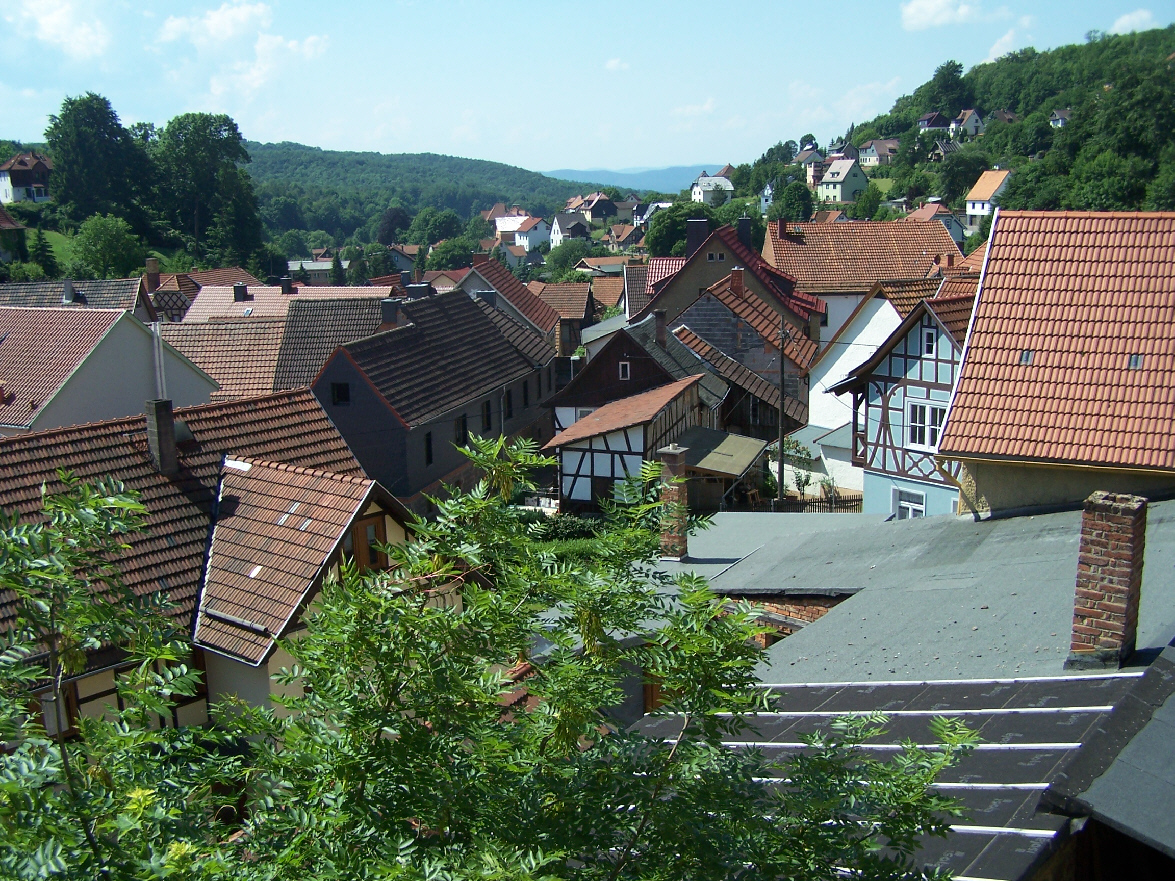
Blick über den südlichen Teil der Ortslage

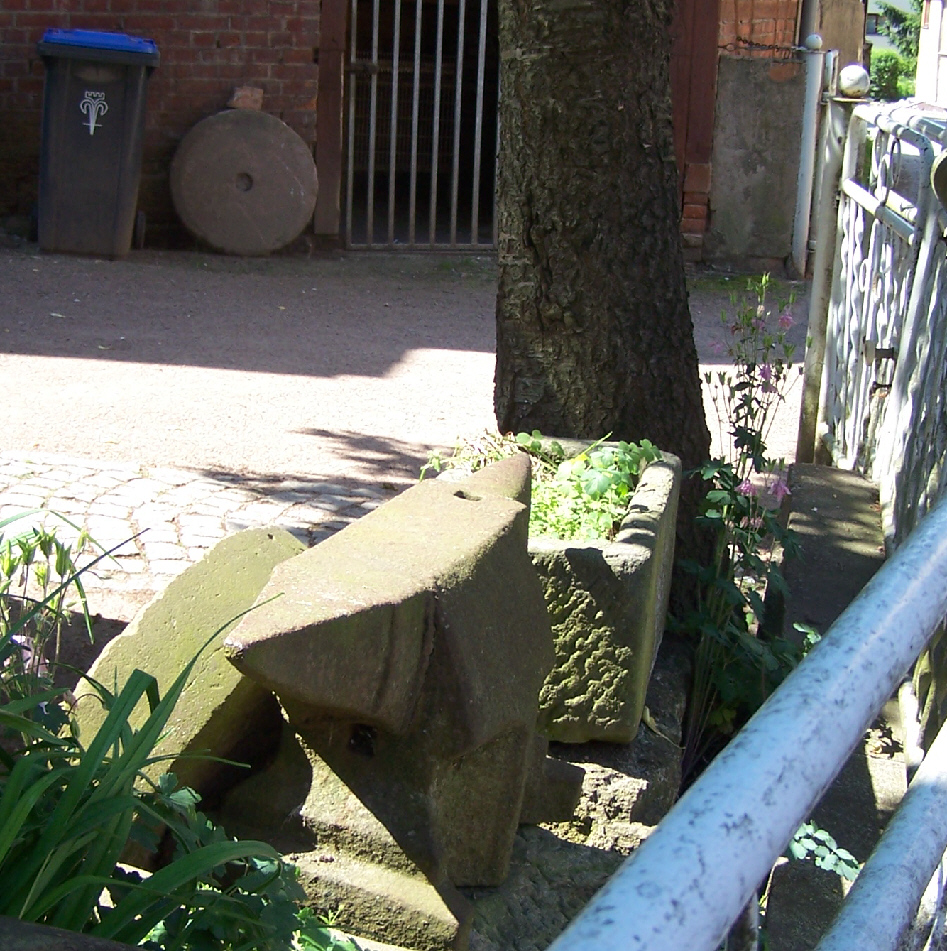
Ausgedientes Handwerkszeug der Klingenschmiede und Schleiffer

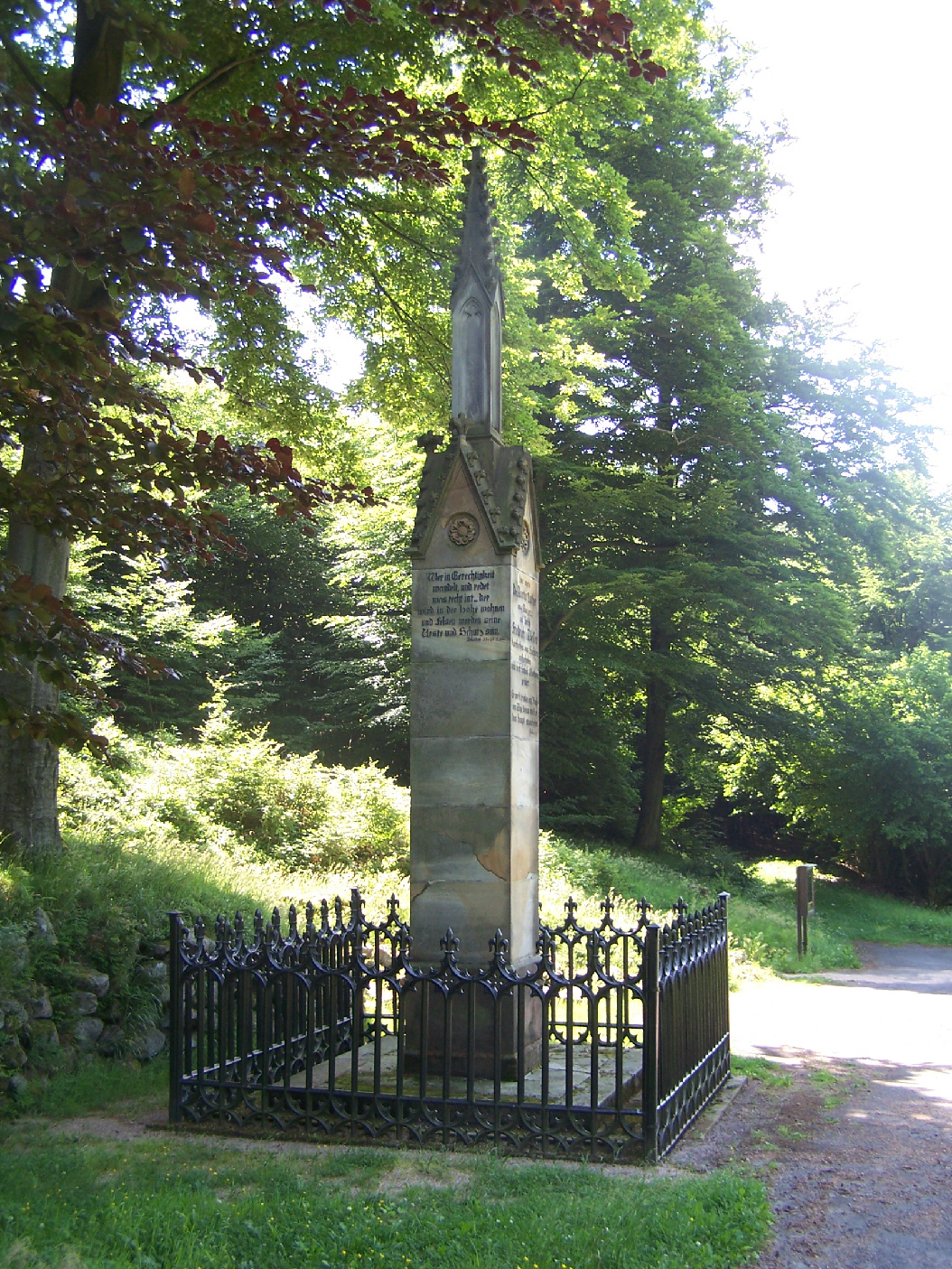
Das Lutherdenkmal oberhalb von Steinbach

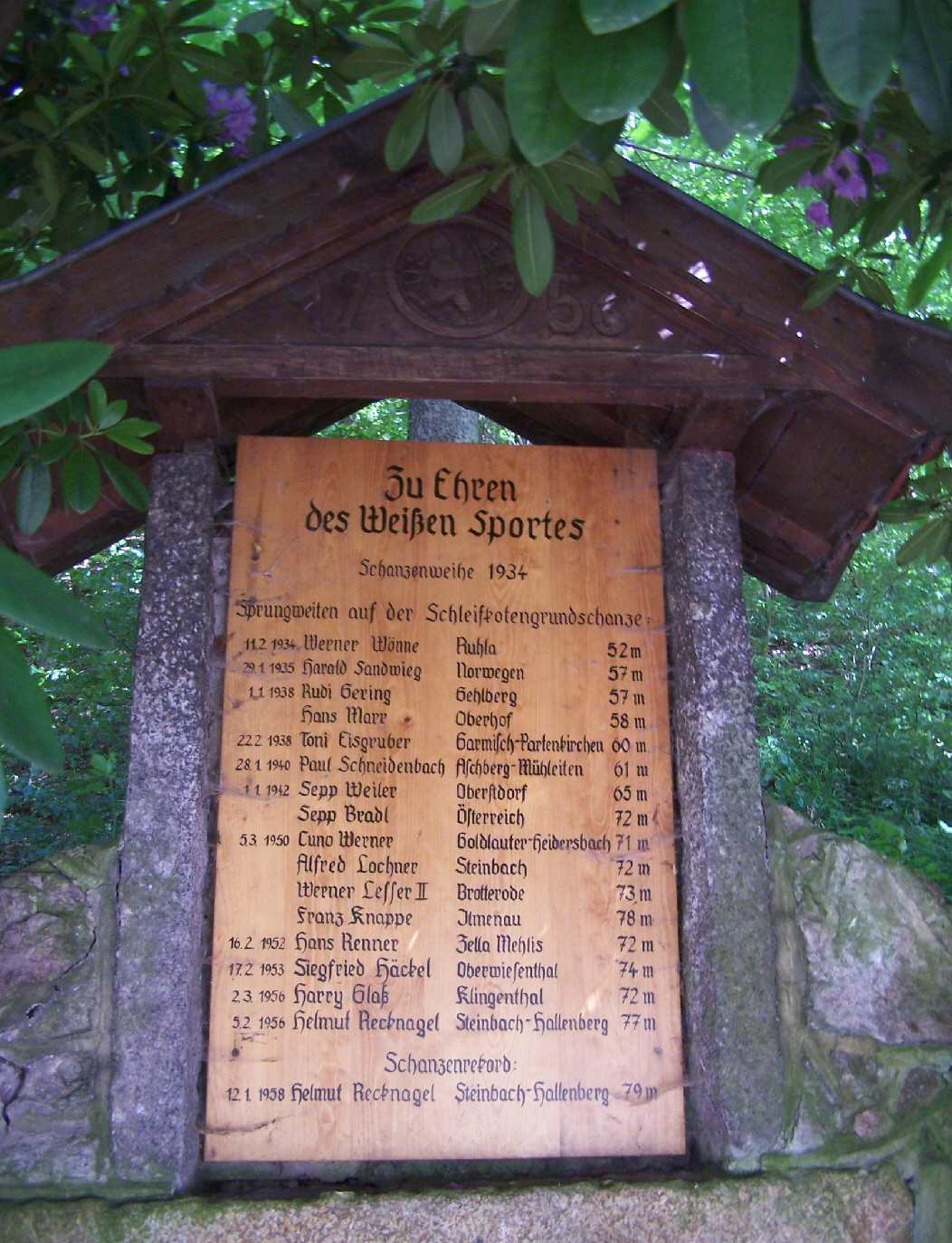
Erinnerungstafel an den Skischanzen

Die erste urkundliche Erwähnung Steinbachs stammt vom 10. August 1330. Der Ort befand sich im Herrschaftsbereich der Burg Liebenstein im Amt Altenstein. Zur heutigen Gemarkung zählt auch die Wüstung Glasbach, eine kleine Siedlung von Bergleuten und Waldbauern im Kammbereich des Thüringer Waldes, welche bereits um das Jahr 1000 von Bedeutung war. Messerschmiede und Klingenschleifer, Bergleute, Köhler und Waldbauern prägten die Entwicklung des Ortes Steinbach. Noch bis zum Ende des 19. Jahrhunderts wurde im Ortsteil Atterode Eisenerz und Mangan und bis 1990 das Mineral Fluorit abgebaut. Zahlreiche Überreste von Pingen und Stollen sowie geologische Besonderheiten werden durch Rundwanderwege erschlossen. Der Flurname Schleifkothengrund verweist auf die im Ort florierende Herstellung von Messerklingen und Kleineisenwaren durch die Klingenschleifer. Über Jahrhunderte wurde der Ort Messersteinbach genannt, um 1800 wurden noch etwa 130 Messerschmieden und 80 Schlosserwerkstätten gezählt, damals bestand bereits eine traditionsreiche Verbindung und Arbeitsteilung mit den Nachbarorten Ruhla und Brotterode.
Ein anderes Waldgewerbe – das Harzkratzen – wurde in den Wäldern um den Forstort Krätzersrasen betrieben, es diente zur Gewinnung von Baumharzen, aus denen Pech und andere Naturprodukte herstellbar sind.
Eine regionale volkskundliche Besonderheit in Steinbach war die Stabgerechtigkeit – eine überlieferte Rechtsform der Niederen Gerichtsbarkeit, abgeleitet aus dem Stammesrecht der Thüringer, welches die Angelegenheiten im Dorf bis zum Jahr 1898 regulierte.
Bekanntheit erhielt Steinbach durch die Scheinentführung Martin Luthers am 4. Mai 1521, unweit des Rennsteig erinnert ein Denkmal an dieses Ereignis.
Bei einer 1726 erforderlichen Visitation des Ortes durch Bergbaubeamte des Herzogtums Sachsen-Meiningen wurden große Missstände und Raubbau an den Wäldern bemerkt, die 1732 erlassene Bergordnung führte um 1750 zu einer beachtlichen Blüte des Bergbau- und Eisengewerbes. Zahlreiche Gebäude in Steinbach wurden 1732 durch ein Großfeuer zerstört. Der Wiederaufbau erfolgte rasch, 1734 wurde ein Schulhaus und 1736 die Kirche eingeweiht. Der angrenzende Bergfriedhof im Steilhang oberhalb der Kirche besitzt noch einige sehenswerte barocke Grabdenkmäler.
Der andernorts betriebene Übergang zur industriellen Massenfertigung von Eisenwaren im späten 19. Jahrhundert hatte für die noch handwerklich orientierten Steinbacher dramatische wirtschaftliche und soziale Folgen, die Bevölkerung verarmte und es kam schließlich im August 1907 zur Steinbacher Revolution, ein Aufruhr, der von der Sachsen-Meininger Obrigkeit als Landfriedensbruch mit großer Härte verfolgt wurde.
In Steinbach waren 1948 im Metallgewerbe noch über 500 Arbeiter und 45 Bergleute im Schacht tätig.
Die in den Steinbacher Wäldern verborgenen Waffendepots aus dem Zweiten Weltkrieg führten 1968 in Steinbach und Umgebung zu einer Großaktion der DDR-Sicherheitsbehörden mit Razzien und Verhaftungen sowie wochenlangen Verhören fast aller Einwohner. Dabei wurde angeblich eine Verschwörung gegen Walter Ulbricht aufgedeckt, mehrere Einwohner Steinbachs wurden in Schauprozessen zu hohen Haftstrafen verurteilt.
Im Jahr 1955 lebten im Ort 2305 Einwohner, 1984 waren es noch etwa 1800 Einwohner, es gab etwa 1000 Industrie-Arbeitsplätze. Im VEB Stahl- und Schneidwaren wurden Messer, Bestecke und Stahlwaren hergestellt. Auch die Firma Elektroinstallation Ruhla hatte im Ort einen Betriebsteil. Die landwirtschaftlichen Flächen wurden bereits in der DDR durch die LPG Barchfeld mit Weidevieh bewirtschaft. Jährlich fanden im Ort etwa 4000 Urlauber im FDGB-Ferienhaus Volkshaus und in Betriebsferienheimen Aufnahme.
Seit 2000 gab es Planungen zum Zusammenschluss der Gemeinden Bad Liebenstein, Schweina und Steinbach. Am 2. November 2011 wurde durch die Bürgermeister der drei Gemeinden ein Vertrag über die Bildung einer Einheitsgemeinde unterzeichnet. Am 31. Dezember 2012 schlossen sich Bad Liebenstein, Schweina und Steinbach zur neuen Stadt Bad Liebenstein zusammen.

### Einwohnerentwicklung
Entwicklung der Einwohnerzahl:
| - 1994: 1498 - 1995: 1507 - 1996: 1502 - 1997: 1487 - 1998: 1463 - 1999: 1446 | - 2000: 1446 - 2001: 1435 - 2002: 1403 - 2003: 1373 - 2004: 1358 - 2005: 1341 | - 2006: 1299 - 2007: 1276 - 2008: 1264 - 2009: 1230 - 2010: 1208 - 2011: 1185 |

 Datenquelle: ab 1994 Thüringer Landesamt für Statistik – Werte vom 31. Dezember

## Politik

### Gemeinderat
Der letzte Gemeinderat von Steinbach setzte sich aus 12 Gemeinderatsmitgliedern zusammen.
- FDP: 7 Sitze
- CDU: 5 Sitze

(Stand: Kommunalwahl am 7. Juni 2009)

### Bürgermeister
Zum Bürgermeister wurde 2009 Steffen Müller gewählt, der dieses Amt bis zur Auflösung der Gemeinde Steinbach innehatte. Mit der Eingliederung des Ortes in die Stadt Bad Liebenstein wurde Müller Ortsteilbürgermeister.

## Kultur und Sehenswürdigkeiten

### Veranstaltungen
Am 2. Januar findet die Wahlfeier, im Ortsdialekt „Walfier“, statt. Hintergrund für dieses Fest ist die jährliche Neuvergabe der Ämter und Rechte im Ort, die neuen Amtsträger mussten die Kosten der Feierlichkeiten übernehmen. Die Kirmes in Steinbach findet jährlich an fünf Tagen (Do–Mo) Mitte Oktober statt und ist der kulturelle Höhepunkt des Jahres in der Region.

### Notensammlung im Pfarrarchiv Steinbach
Im Pfarrarchiv Steinbach lagert eine fast 200 Kompositionen umfassende Notensammlung aus dem 18. und frühen 19. Jahrhundert, in der Werke u. a. von Wolfgang Amadeus Mozart, Joseph Haydn und Ignaz Pleyel enthalten sind. Einen Großteil der Sammlung machen allerdings anonym überlieferte kirchenmusikalische vierstimmige Vokalwerke aus, die im Laufe des 18. Jahrhunderts in Steinbach verwendet wurden, etwa bei Beerdigungen. Die Sammlung ist sehr heterogen und wurde offenbar von unterschiedlichen Personen zusammengetragen. Bei einer Bearbeitung von Joseph Haydns Die Schöpfung durch den Meininger Klarinettisten und Hofmusiker Carl Andreas Göpfert dürfte es sich sogar um ein Autograph handeln. Göpfert war im frühen 19. Jahrhundert für die Bademusik in Bad Liebenstein zuständig. Zum Festival Alter Musik in Thüringen – Güldener Herbst werden am 7. Oktober 2017 in der Barockkirche Steinbach erstmals wieder Werke aus der Steinbacher Musikaliensammlung zur Aufführung kommen.

### Johann Jakob Bach und Johann Ludwig Bach
Zwischen 1679 und 1690 lebte und arbeitete der aus Thal bei Ruhla kommende Organist Johann Jakob Bach (1655–1718) in Steinbach. Sein Sohn Johann Ludwig (1677–1731), der sogenannte „Meininger Bach“, verbrachte in Steinbach einen Großteil seiner Kindheit (von 1679 bis 1688) und wurde 1711 Hofkapellmeister am Hof von Sachsen-Meiningen. Von Johann Jakob Bach haben sich leider keine Kompositionen erhalten. Johann Sebastian Bach schätzte seinen Vetter Johann Ludwig sehr und führte in Leipzig sogar dessen Motetten auf.

### Sport und Freizeit
In Steinbach befindet sich eine ältere Skischanzen-Anlage. Rings um den Ort stehen zahlreiche Wanderwege, im Winter bei ausreichend Schnee gespurte Loipen zur Verfügung.

#### Motorsport
Ab 2011 wurde unter Schirmherrschaft des ADAC, auf der kurvenreichen Teilstrecke der Landstraße 1027 das legendäre Glasbachrennen (1973–1992) wiederbelebt. Die Rennstrecke führt vom Ortseingang Steinbach über 5,5 km und 260 m Höhenunterschied bis zur Kreuzung mit der L 1127 den sogenannten Glasbach zum Rennsteig hinauf.

### Sehenswürdigkeiten
- Barockkirche Steinbach von 1736[18] mit Bergfriedhof Steinbach
- Heimatmuseum Steinbach
- Lutherbuche / Lutherdenkmal
- Dreiherrnstein am Rennsteig
- Bodendenkmal Wüstung Glasbach am Rennsteig
- Forsthaus Krätzersrasen
- Skischanzen im Schleifkotengrund
- Gerberstein, höchster Punkt des Wartburgkreises
- Questenstein, Aussichtspunkt am Wanderweg Breitunger Rennsteig

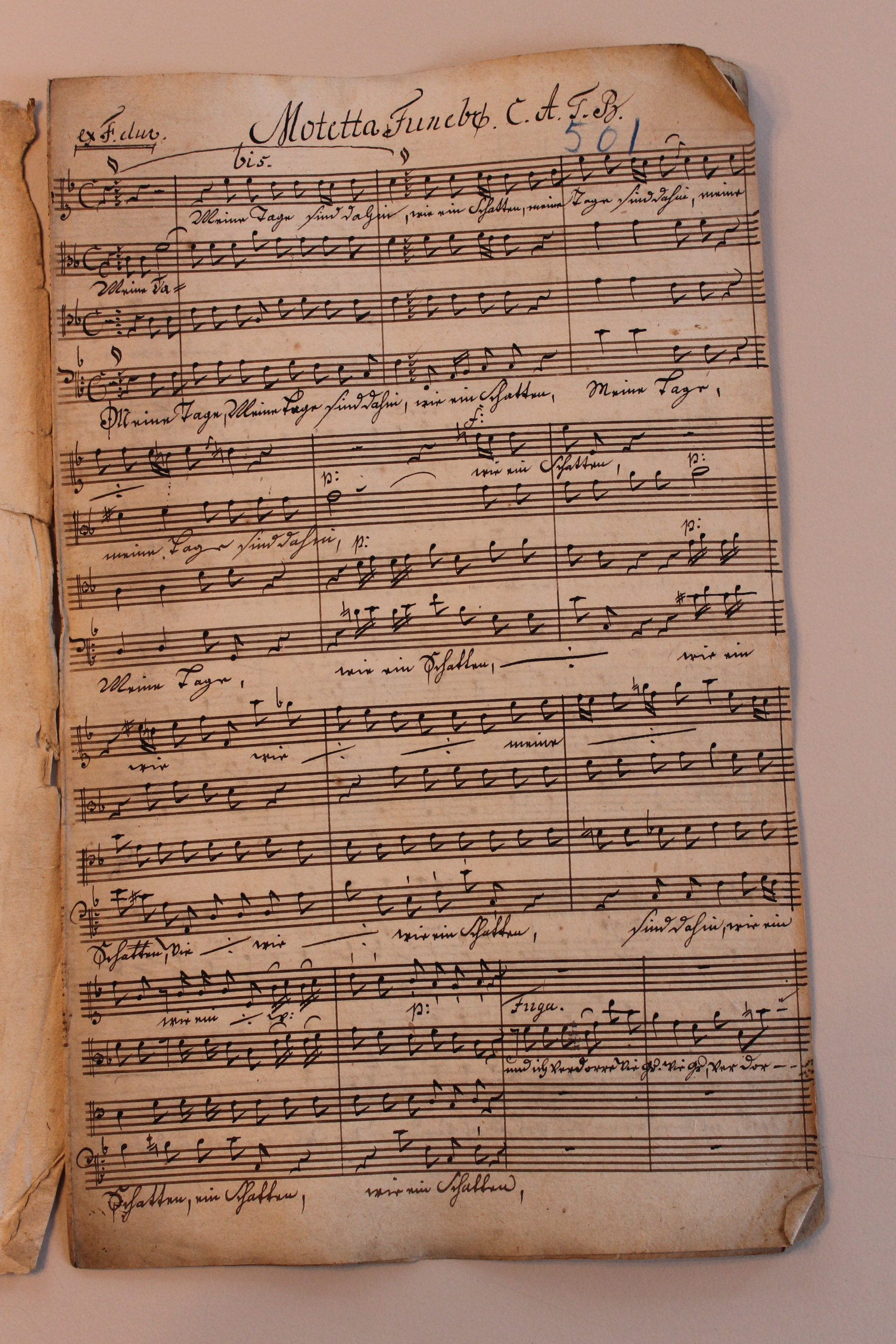
Fueldner: „Meine Tage sind dahin wie ein Schatten“, Trauermotette 18. Jh., D-STBp 501

- Triniusquelle

## Wirtschaft und Infrastruktur

### Wirtschaftliche Entwicklung
Nach 1990 wurde der Bergbau eingestellt. Die Einwohner von Steinbach sind überwiegend in den Nachbarorten Bad Liebenstein, Bad Salzungen und Ruhla beschäftigt.

### Ansässige Unternehmen
- Messerhaus Schleifkotengrund GmbH
- Stöcker Schneidwaren GmbH & Co. KG

## Verkehr

### Straßenverkehr
Steinbach wird über die Landstraße 1027 aus Richtung Ruhla und Bad Liebenstein erreicht. Die nächstgelegenen Autobahnanschlussstellen der A 4 sind die etwa 18 Kilometer entfernten Anschlussstellen 40b Sättelstädt sowie 40a Eisenach-Ost.

### Schienenverkehr
In Immelborn, Bad Salzungen und Breitungen befinden sich Haltepunkte der Werrabahn. Anschluss an das Intercity- und ICE-Netz der Deutschen Bahn besteht in Eisenach.
Vor 1970 gab es auch eine Bahnstrecke von Bad Liebenstein nach Steinbach. Der Bahnhof in Steinbach endete am unteren Ortseingang, in Bad Liebenstein hat der Bahnhof an der jetzigen Umgehungsstraße gelegen.

### Öffentlicher Personennahverkehr
Nach Steinbach verkehren folgende Buslinien der Verkehrsgesellschaft Wartburgkreis mbH:
| Linie | Fahrstrecke                                                                   |
| ----- | ----------------------------------------------------------------------------- |
| L-71  | Eisenach – Seebach – Ruhla – Steinbach – Schweina – Barchfeld – Bad Salzungen |
| L-106 | Steinbach – Bad Liebenstein – Schweina – Barchfeld – Bad Salzungen            |
| L-107 | Bad Salzungen – Bad Liebenstein – Steinbach – Brotterode – Tabarz             |
| L-133 | Bad Liebenstein – Steinbach – Schweina – Bad Liebenstein                      |

Neben seiner Bedeutung für die Beförderung von Schülern ist der Busverkehr auch wichtig als Zubringer zum Bahnhof Eisenach und für die auf Wandertourismus orientierten Umlandgemeinden.

## Persönlichkeiten
- Sigrun Krause (* 28. Februar 1954 in Steinbach), Skilangläufen, Vize-Weltmeisterin und Bronzemedaillen-Gewinnerin bei den Olympischen Spielen 1976